# 430穿梭機
《430穿梭機》（1982年2月1日－1989年9月8日，1982年1月29日17:30至18:00則播出《430穿梭機特輯》），是無綫電視翡翠台16:30至18:00播放的兒童電視節目，取代了之前的兒童節目《跳飛機》。
節目名稱中的「430」，源自節目於每星期一至星期五的下午04:30播出；至於「穿梭機」，則因為最初的節目中，主持人是在身處太空中的穿梭機的駕駛艙內執行任務，因此稱為《430穿梭機》。當時電視台為方便下午校學生收看兒童節目，一般會在翌日上午09:00左右重播節目，惟學校假期除外。
《430穿梭機》以太空生活作為背景，主持人穿上銀色疑似太空衣的制服，與同是銀色的怪獸「CoCo」及掛在其身上的機械人「LoBo」一起主持節目。第一代主持為方家瑩及前足球員張國強。大多數主持人後來都在娛樂圈中獨當一面，包括張國強、譚玉瑛、黎芷珊、梁朝偉、周星馳、鄭伊健、曾華倩、區艷蓮、陳嘉輝等人。《430穿梭機》後來在1989年被同類型兒童節目《閃電傳真機》所取代。
主題曲共有兩首，第一首有兩個版本，分別是由林子祥（節目版：1982年2月1日-1984年4月20日）及張國榮（唱片版）主唱，第二首由陳美齡（1984年4月23日-1989年9月8日）主唱。

## 節目主持
- 張國強（機長，1986年離開TVB並投向影圈發展，由嚴煥全接替）
- 方家瑩（副機長，只工作了約三個月，1982年4月意外受傷後請辭並由譚玉瑛接替）
- 譚玉瑛（副機長，1982年4月26日起加入，於節目結束後過渡至《閃電傳真機》）
- 梁朝偉（1982-83年短暫主持）
- 區艷蓮（1982年加入，1984年轉投劇組）
- 周星馳（1983年7月加入，1987年3月轉到綜藝節目《歡樂今宵》）
- 藍潔瑛（1983年7月加入，1984年1月轉投劇組）
- 龍炳基（1983年7月加入，1987年轉投劇組，由鄭伊健接替）
- 曾華倩（1983年7月加入，1985年轉投劇組，由黎芷珊接替）
- 胡渭康（1983年；暑期工[2]）
- 黎芷珊（1985年5月13日起加入，於節目結束後過渡至《閃電傳真機》）
- 嚴煥全（1986年3月31日起加入，1988年離開TVB）
- 陳嘉輝（1986年12月加入，1988年轉投劇組）
- 鄭伊健（1987至1989年）
- 鄭啟員（1988年9月19日起加入）
- 朱曉梅（1988年9月19日起加入）
- 林逸華（1988年9月19日起加入）
- 鄺國強（1988年9月19日起加入）
- 陳玉芷（1988年9月19日起加入）
- 葉其美（1988年9月19日起加入）
- 石金華（1988年9月19日起加入）[註 1]
- 吳鎮宇（基地工作人員）
- 張兆輝（基地工作人員）

## 節目內容

### 黑白殭屍
《黑白殭屍》講述「黑殭屍」和「白殭屍」乃殭屍族最後兩隻殭屍，他倆遷到新居後認識鄰居譚博士，但譚博士一直懷疑他們殭屍的身份，誓要揭穿他們的真面目，但往往無功而還。
第一輯：
- 龍炳基 飾 白殭屍（殭屍基），491歲零10個半月，白殭屍第170代。
- 周星馳 飾 黑殭屍（殭屍星），491歲零11個月，黑殭屍第169代。
- 曾瑋明 飾 Big Brother，在初期佔相當重戲份的反派兼丑角，專門與黑白殭屍倆鬥氣及作對。
- 龍天生 飾 Big Brother的手下。

第二輯：
黑白殭屍搬了家，遇上新角色，而Big Brother及其手下開始淡出。
- 林應發 飾 發仔，黑白殭屍新屋的小朋友鄰居。
- 曾華倩 飾 Beautiful，黑白殭屍的朋友。曾華倩在2007年8月16日的《娛樂直播》接受訪問時，談及《黑白殭屍》，並謂當時監製讓她替劇中這角色命名，而她就貪玩的起了“Beautiful”這個特別的名字。
- 譚玉瑛 飾 譚博士，研究殭屍的專家。初期她經常想找殭屍做實驗，所以黑白殭屍不想向她表露殭屍的身份。譚博士卻一直懷疑他倆是殭屍，還不斷用種種方法試探，因此黑白殭屍都頗怕她。
- 譚玉瑛 飾 譚珠珠（譚細妹），是譚博士的妹妹，在譚博士離開後出場。譚珠珠來自「垃圾島」，本來黑白殭屍不想收留她，但因為前往「垃圾島」的船每十年才有一班，所以她不能回去。
- 張國強：負責旁白（沒有出鏡）。他會刻意用古靈精怪的聲線去演繹，以配合故事情節。另外，他亦為一些沒有人演出的閒角配音，當中最不「閒」的角色，應該是譚博士的上司，他倆經常討論有關黑白殭屍的事情。

### 共享陽光
《共享陽光》為一系列主要在暑假期間舉行的戶外活動供小朋友參與，例如參觀農場、遊船河等，讓小朋友感受大自然，增加他們對戶外活動的興趣，同名主題曲主唱為蔣慶龍。

### 認識周圍
相關歌曲
- 風光處處（主唱：江欣燕）

### 我都做得到
《我都做得到》是一環節為小朋友實現願望，例如嘗試不同的職業或參與一些自己未嘗試過的活動，讓小朋友證明自己的能力，增強他們的自信心。
軼事
香港行政長官曾蔭權曾於2005年6月3日《行政長官補選選委答問大會》拉票時，引用《我都做得到》主題曲的歌詞：「原來只需努力做，我都做得到！」，指這正是香港人的寫照。

### 有你有我廣場
《有你有我廣場》是一個讓小朋友發揮表演天份的節目，小朋友可以就他們熟識的項目來表演，包括唱歌、跳舞、樂器、運動、魔術等等。

### 海上暢遊到東龍∕海上暢遊到馬灣
遊船河至香港東龍洲和馬灣，及乘飛機在香港上空盤旋遊覽。

### 觸覺波段
（页面存档备份，存于）
鄭伊健（新聞報導員）+小演員陳敏妍（小記者）

### 真相大白
由小孩扮動物和芷珊扮淑女說一個錯誤解答，煥全哥哥則扮偵探說出正確答案，之後大家會說：「真相大白！」。

### 原來如此
由小孩提出一條問題，周星馳說出一個有趣但錯誤的解答，之後譚玉瑛說出正確答案，最後三人一起說：「原來如此！」

### 星仔兄弟好介紹
由周星馳一人分飾兩角：星仔、星君，介紹80年代的新奇事物與最新科技。

### 我得你得唔得
由張國強主持的，有點像《有招出招》那個挑戰環節，張國強會先做一些看似簡單的事，然後請小朋友照著做。

### 我的小手工
玉芷姐姐（陳玉芷）主持，主要教小朋友做手工。小拍檔－陳敏妍

### 卡通片
《430穿梭機》時段內會播放20分鐘卡通片，多是配音日本卡通片。節目第一套播放的卡通片，是藤子不二雄的《叮噹》（後稱多啦A夢）。除《多啦A夢》及《忍者小靈精》為一周五天播放外， 其餘只於一三五播放。
其他曾經播過的卡通片如下：
- 《千年女王》（原題：新竹取物語 1000年女王，歌曲由露雲娜、梅艷芳主唱）（18/7--9/9/1983）
- 《小地鼠阿曚》
- 《藍精靈》（原題：The Smurfs，主題曲由小太陽兒童合唱團主唱）（84/1/7）
- 《宇宙大帝》（主題曲電視版由威利主唱、唱片版由張國榮主唱）
- 《電子神童》（歌曲由胡渭康、梅艷芳主唱）
- 《黃金戰士》（歌曲由胡渭康主唱）
- 《足球小將》（歌曲由張衛健主唱）（小學篇：1984）
- 《HE-MAN》（原題：He-Man and the Masters of the Universe，歌曲由小虎隊主唱）（84/12/24）
- 《SHE-RA》（原題：She-Ra: Princess of Power，主題曲由江欣燕主唱）（86/12/26）
- 《Q太郎》（歌曲由戴蘊慧主唱）（86/4/7）
- 《小雙俠》（主題曲由小太陽兒童合唱團主唱）（83/12/5）
- 《得意仔》（歌曲由小太陽兒童合唱團主唱）（85/8/5）
- 《腦波子》（歌曲由陳美齡主唱）（83/10/8）
- 《淘氣小雪兒》（主題曲由黎芷珊主唱）（85/12）
- 《露絲小姑娘》（85/11/2）
- 《幻仙沙蜜仔》（1985）
- 《雷鳥拯救隊》（主題曲由蔣慶龍主唱）
- 《戰士高狄安》(歌曲由蔣慶龍主唱）
- 《綠野仙踪》（主題曲由江欣燕主唱）（86/11/29）
- 《伊索寓言》（主題曲由黎芷珊主唱）
- 《外星小美兒》（主題曲由江欣燕主唱）（87/5/21）
- 《小熊貓豆豆》（主題曲由文佩玲主唱）（87/7/30）
- 《格林童話》（87/8/13）
- 《故事小寶盒》（89/1/6）
- 《求知奇遇記》（主題曲由嚴煥全及兒童主唱）（89/3/28）
- 《未來警察》（歌曲由小虎隊主唱）(逢周二及四播放)
- 《天眼急先鋒》
- 《黃毛仔》（主題曲由戴蘊慧主唱）（86/4/7）
- 《百寶星君》
- 《忍者小靈精》（主題曲由小太陽兒童合唱團主唱）註︰《430穿梭機》後期縮短至一小時，將《忍者小靈精》安排於17:30-18:00時段播放的卡通片。
- 《太空基地》（主題曲由蔣慶龍主唱）
- 《人做了甚麼》（主題曲由小太陽兒童合唱團主唱）
- 《我的身體知多少》（主題曲由葉其美主唱）
- 《反斗三寶》（原題：動畫三銃士　アラミスの冒険，主題曲由葉其美主唱）

## 遊戲環節
- 縱橫逐格追 （页面存档备份，存于）
- 直通急行連環榜
- 過五關奪錦標
- 你玩我玩齊齊玩
- 眼明手快顯神通
- 螢光閃閃電子戰 (電競比賽)

### 拍攝場地
通常於每星期日於下列地點進行錄影:
- 廣播道1號A分廠 (前佳藝電視大廈, 現香港電台電視大廈, 1982-1987)
- 廣播道77號總台 (1987-1988)
- 清水灣電視城 (1988-1989)

每次錄影一周節目，然後於2-3周內首播。某些環節只於周一、三及五播出。

## 歌曲

### 主題曲
- 第一代主題曲
  - 《430穿梭機》（主題曲）顧嘉煇作曲，鄭國江填詞，由林子祥主唱。這首歌是無綫兒童節目《430穿梭機》的第一首同名主題曲。
開始時，電視版的主題曲由林子祥主唱，但因為林子祥是百代唱片的歌手，所以華星唱片找張國榮翻唱作為專輯所收錄的版本，而電視台一直並沒有使用張國榮的版本。

- 第二代主題曲
  - 自1984年4月23日起，《430穿梭機》換了主題曲，並由陳美齡主唱。但是華星唱片的兒歌專輯，或是陳美齡的專輯，都沒有收錄這首歌。

### 經典歌曲
和節目有關的經典歌曲：
- 《世界是個大懷抱》（主唱：小太陽兒童合唱團）
- 《黑白殭屍》（主唱：蔣慶龍、呂方）
- 《我都做得到》（主唱：華星兒童合唱團）
- 《共享陽光》（主唱：蔣慶龍）
- 《活力活力》（主唱：張國榮、鄭伊健）
- 《有你又有我》（主唱：張衞健、羅明珠）

## 港台節目環節
由於一些香港電台製作之兒童節目早已於430穿梭機啟播前於無綫電視相同時段播放, 並頗受小朋友歡迎，無綫經與港台協商後決定逢星期二及四於節目內加插半小時港台節目環節，使《香蕉船》和《快活谷》得以保留，其後播放之節目則有《肥皂泡》、《青春道上》、《彩虹激光》及《快樂行》等，這類節目不設重播。此前港台亦曾與麗的電視達成類似協議，讓其製作之節目於醒目仔時間時段內播放，此安排已於430穿梭機啟播前終止。為遷就港台節目，大多數每集20多分鐘長之卡通片和一些遊戲環節只於周一、三及五播放。此安排後來因節目時間縮短至一小時而取消。
黎芷珊於加入430穿梭機以前曾與王書麒合作主持《青春道上》。《彩虹激光》及《快樂行》主持之一的江欣燕其後參加新秀歌唱大賽並獲邀簽約無綫電視成為旗下藝人，為430穿梭機主唱一些卡通片主題曲。

## 軼聞
張國強於2010年9月22日（中秋節）當晚播放的處境喜劇天天天晴中再次飾演《430穿梭機》機長，並任命劇中龍福珠寶行政助理郭偉龍（徐榮飾）為第16名機員。
譚玉瑛於2022年1月17日首播之《青春不要臉》一劇中飾演《430穿梭機》監製，該劇並以影射方式講述主持梁朝偉（劇中名為柳德榮，余德丞飾）與周星馳（劇中名為齊輕舟，丁子朗飾）等人從入行到成為天皇巨星之經過，當中包括他們擔任《430穿梭機》主持時之經歷。

## 競爭對手
麗的/亞洲電視
- 醒目仔時間 (1982–1985)
- 500飛虎隊 (1985–1989)

## 外部連結
- 老孩子兒歌網（页面存档备份，存于）
- 發燒音樂社團